# إنديسزيرو
إنديسزيرو (بالإنجليزية: indieszero)‏ هي شركة يابانية متخصصة في ألعاب الفيديو، تأسست عام 1997 ويقع مقرها في موساشينو، طوكيو. تقوم الشركة بتطوير ألعاب الفيديو. من أشهر ألعابها ثييتريثم فاينل فانتسي. طورت عدة ألعاب فيديو لشركات أخرى مثل نينتندو ونامكو بانداي جيمز.

## بعض ألعابها
- إلكتروبلانكتون
- ذيتشريذ فاينل فانتيسي